# Estação Parada Mauá
Parada Mauá é uma estação de trem do Rio de Janeiro.
A estação foi operada pela CENTRAL e funcionou até maio de 2011, quando o Ramal de Guapimirim foi repassado para SuperVia.
Atualmente a estação se encontra desativado.